# 宮本和歌子
宮本 和歌子（みやもと わかこ）は、日本の女優である。神奈川県出身。

## 経歴
早稲田大学教育学部英語英文学科卒業後、英語教員を経て、英語劇の舞台に数多く立ち、奈良橋陽子主宰 アップスアカデミー卒業。

## 人物・エピソード
- 趣味はお笑いライブ、落語会に足を運ぶこと
- 中学高校英語科教員免許を持ち、中学高校で教職経験あり。
- ニックネームは「わかめ」
- 中学高校時代はオーケストラクラブに所属し、ヴァイオリンを担当。
- 大学では「早稲田大学宝塚歌劇を愛する会」(早宝会)に所属。
- 特技は書道、茶道。フランス語検定４級

## 出演

### テレビ
- Apple TV「サニー」（2024年 ルーシー・チェルニアク監督）遺族女性役
- ＷＯＷＯＷ「TOKYO VICE」（2022年 マイケル・マン監督）英会話教室に通う主婦役
- NHKワールドTV「Japan Railway Journal」（2017年） - レポーター、ナレーション（英語）

### 舞台
- 「マクベス」（2025年 樋口隆則演出）マクベス夫人役
- ATC Save The Childrenチャリティ公演ミュージカル「HYDE & Lucy」（2025年 佐藤智恵演出）ルーシー役
- 「欲望204X」（2024年 樋口隆則演出）ステラ役
- ATC Save The Childrenチャリティ公演ミュージカル「Saigon 1975」（2024年 佐藤智恵演出）準主演
- ATC Save The Childrenチャリティ公演ミュージカル「THE　HYDE」（2023年 佐藤智恵演出）伯爵夫人役
- ミュージカル「Justice & Injustice」（2022年 佐藤智恵演出）準主演
- ミュージカル「全国小学生漢字検定者大会」（2022年 佐藤智恵演出）愛子役（文化庁芸術家派遣事業）
- 狼少年「生きても死んでもこんにちは」（2019年7月、奥津裕也演出）‐ 恭子 役
- 狼少年「可視化ダイビングスクール又は月と隕石」（2019年4月、實川阿季演出）‐ 女神先生 役
- Soup Stock Tokyo × 狼少年コラボ公演　第２回（2019年2月、奥津裕也演出）‐ 老女 役
- Soup Stock Tokyo × 狼少年コラボ公演　第１回短編集　（2018年12月、奥津裕也演出）‐赤い服の女、智子 役
- 狼少年「Bon voyage」（2018年8月、奥津裕也演出）- 展ちゃん 役
- 狼少年「はぬなのぎぃ」（2018年4月、實川阿季演出）- 主演 女 役
- 狼少年「GIFT～星空の向こうから～」（2017年、たんじだいご演出）－ 神様の秘書 役
- 一人朗読「ココクリコ・カリコものがたり」別役実童話集より（2017年）
- 「もしもし、たけし？」(2017年) - 麗子 役
- 「悪い女」(2016年) - 光子 役
- 「親の顔が見たい」(2016年、大島宇三郎演出) - 多恵子 役
- 「音楽劇 リトル・ツリー」(2016年) - お母さんの木 役
- 「とき語り源氏物語」(2016年) - 朧月夜 役
- 「パッチギ！」(2015年、二階堂智演出) - ヒロイン キョンジャ 役
- 「推定恋愛＋ vol.1」(2015年) - 主演 わたし 役
- 「舞浜・角谷町・駅前通り」(2015年、田辺日太演出) - 喜和子 役
- 「永井家の八月」(2015年、たんじだいご演出) - 和代 役

### 映画
- 中外製薬プライマリームービーシリーズ「未来への呼び鈴」（2019年、倉田健次監督）－主演　福田幸子役
- 「冬の糸」（2017年、外山文治監督）- 英語字幕を担当

### 公式
- 宮本和歌子 - Facebook
- 宮本和歌子 - Twitter
- 中外製薬プライマリームービー「未来への呼び鈴」
- Japan Railway Journal - NHK WORLD

- GSC 人と環境に優しい化学　日本語ナレーション
- Green and Sustainable Chemistry 英語ナレーション